# Jean-Christophe Peaucelle
Jean-Christophe Peaucelle, né le 18 janvier 1959 à Paris, est un diplomate français. 

## Biographie
Licencié en philosophie de l’Université Paris I, diplômé de l’École nationale de la statistique et de l'administration économique (Ensae) et de Sciences-Po Paris, Jean-Christophe Peaucelle sort en 1987 de l'École Nationale d’Administration (promotion Fernand Braudel).
Il est affecté à la direction d’Afrique du nord du Moyen-Orient, rédacteur Israël-Palestine de 1990 à 1992.
Jean-Christophe Peaucelle est consul général adjoint à Jérusalem de 1992 à 1996, puis premier conseiller à Téhéran.
En 2000 il est nommé sous-directeur de la stratégie, de la communication et de l’évaluation à la direction générale de la coopération internationale et du développement au ministère des affaires étrangères.
Jean-Christophe Peaucelle est consul général à Istanbul de 2003 à 2007.
En 2007, il est nommé directeur adjoint des affaires économiques et financières du ministère des affaires étrangères, avant d’être affecté au ministère de l’immigration, de l’intégration, de l’identité nationale et du développement solidaire où il est chef du service des affaires européennes – chargé de la présidence française du Conseil de l’Union européenne en 2008 – puis conseiller diplomatique du ministre Brice Hortefeux. En 2009, il nommé directeur adjoint d’Afrique du nord et du Moyen-Orient au ministère des affaires étrangères.
En septembre 2011, Jean-Christophe Peaucelle est nommé ambassadeur de France au Qatar. Il est remplacé à Doha, trois ans plus tard, par Éric Chevallier. 
Jean-Christophe Peaucelle est alors nommé, en remplacement de Roland Dubertrand, conseiller pour les affaires religieuses du ministère des affaires étrangères et exerce successivement ses fonctions auprès de Laurent Fabius, Jean-Marc Ayrault et Jean-Yves Le Drian. À ce titre, il est membre de droit de l'Observatoire de la laïcité.

### Vie privée
Il est l'époux de Véronique Peaucelle-Delelis, également énarque et haute fonctionnaire, directrice de l'Office national des anciens combattants et victimes de guerre de 2019 à 2023.